# Miquel Sampere i Oriach
Miquel Sampere i Oriach (Sabadell, 1887 - 1940) fou un enginyer industrial català.

## Biografia
Cursà estudis a l'Escola d'Enginyers Industrials de Barcelona entre els anys 1905 i 1911. Va ser enginyer municipal del 1913 al 1936 i posteriorment durant els anys 1939 i 1940.
A Sabadell va projectar la xemeneia de Ca l'Estruch (1919) i molt probablement també la de la fàbrica Montllor (1923-1925).